# Fredersdorf-Vogelsdorf
Fredersdorf-Vogelsdorf – gmina w Niemczech w kraju związkowym Brandenburgia, w powiecie Märkisch-Oderland.